# Molières (Lot)
Molières település Franciaországban, Lot megyében. Lakosainak száma 357 fő (2022. január 1.). Molières Bannes, Espeyroux, Ladirat, Leyme, Saint-Paul-de-Vern és Terrou községekkel határos.

## Népesség
A település népességének változása:
| Lakosok száma | 455  | 447  | 403  | 368  | 376  | 372  | 362  | 357  | 358  | 357  |
|               | 1968 | 1982 | 1990 | 2006 | 2013 | 2015 | 2017 | 2019 | 2020 | 2022 |